# Villefollet
Villefollet település Franciaországban, Deux-Sèvres megyében. Lakosainak száma 203 fő (2022. január 1.). Villefollet Brieuil-sur-Chizé, Brioux-sur-Boutonne, Ensigné, Juillé, Séligné és Villiers-sur-Chizé községekkel határos.

## Népesség
A település népessége az elmúlt években az alábbi módon változott:
| Lakosok száma | 198  | 207  | 217  | 216  | 220  | 222  | 216  | 209  | 203  |
|               | 2013 | 2015 | 2016 | 2017 | 2018 | 2019 | 2020 | 2021 | 2022 |